# 므잡군디
므잡군디(Mzab gundi, 학명: Massoutiera mzabi)는 군디과에 속하는 설치류의 일종이다. 므잡군디속(Massoutiera)의 유일종이다. 알제리와 차드, 말리, 니제르에서 발견되며, 리비아에서도 사는 것으로 추정하고 있다.